# Cacín
Cacín è un comune spagnolo di 736 abitanti situato nella comunità autonoma dell'Andalusia.